# De perdidos al río
Sin Rumbo es una película de comedia producida por Paramount Pictures y protagonizada por Matthew Lillard, Dax Shepard y Seth Green.

## Trama
Doce años después de graduarse de la escuela secundaria, tres amigos, Jerry, Dan y Tom, se enteran de que su amigo de la infancia Billy murió en un accidente de paravelismo . Después del funeral, vuelven a visitar la antigua casa del árbol del grupo y encuentran un mapa que conduce al tesoro perdido del famoso secuestrador de aviones D. B. Cooper , en el que aparentemente Billy había estado trabajando durante toda su vida. Dan toma vacaciones anuales de su trabajo como médico y se une a Jerry y Tom en un viaje de campamento para encontrar el tesoro.
Navegando en canoa río abajo, finalmente se detienen en la orilla del río para pasar la noche. Se dan cuenta de que se olvidaron de traer comida, por lo que Tom sale a pescar. Sin embargo, la actividad atrae a un oso pardo que los persigue. Cuando Dan cae, el oso aparentemente lo trata como a un cachorro hasta que se libera y sigue a los demás hasta un árbol. Por la mañana, descubren que el oso ha roto y destruido por completo todo su equipo.
El trío despega hacia el río pero no pueden leer el mapa dañado, lo que hace que tomen el camino equivocado. Pasan por una cascada y, aunque sobreviven, su canoa queda destruida. Al aventurarse en el bosque con una brújula, se encuentran en una granja de marihuana donde los paletos Dennis y Elwood, los confunden con ladrones y comienzan a dispararles. Se escapan y queman el jardín de macetas en el proceso. Esto enfurece a Dennis y Elwood, quienes deciden cazarlos y matarlos.
Más tarde, en el bosque, el trío conoce a las chicas hippies Flor y Mariposa, quienes los tratan en su árbol. Usando una radio, los granjeros los encuentran, pero las mujeres les arrojan bolsas de papel llenas de heces para distraerlos mientras el trío escapa. Un montañés los salva de la tormenta y los lleva a su cabaña y les proporciona ropa. Más tarde se revela como Del Knox, el socio de Cooper antes de su muerte.
A la mañana siguiente, los granjeros los encuentran y disparan contra la cabaña. El trío escapa mientras Del distrae a los granjeros disparándoles a los dos con sus revólveres de doble empuñadura. El trío se topa con el lugar del aterrizaje forzoso de Cooper y descubre su esqueleto y la maleta que usó para guardar el dinero del rescate en un viejo pozo de mina. Se dan cuenta de que quemó su parte del dinero intentando sobrevivir.
Mientras Dan se arrastra por un pequeño túnel para encontrar una salida, los granjeros encuentran a Tom y Jerry y se produce una pelea a puñetazos. Finalmente, interviene el sheriff Briggs, que anteriormente había ayudado al trío. Luego se revela como el empleador de los agricultores. Jerry arma una granada que le quitaron a Dennis y se la arroja a los traficantes de marihuana. Explota, provocando que un árbol caiga sobre los granjeros y el sheriff, quienes pronto son arrestados.
En las escenas finales, Del les da a Tom, Jerry y Dan lo que queda del dinero no quemado de DB ($100,000), pero Jerry y Dan deciden que Tom lo necesita más que ellos, por lo que dejan que Tom se lo quede, mientras Del le da a DB un funeral adecuado. Jerry le propone matrimonio a su novia Denise, Dan comienza una relación con Flower y Tom se convierte en consejero de un campamento de verano para niños, donde le cuenta a su tropa una versión exagerada del viaje.

## Reparto
- Seth Green como Dan Mott
  - Jarred Rumbold como young Dan
- Matthew Lillard como Jerry Conlaine
  - Andrew Hampton como young Jerry
- Dax Shepard como Tom Marshall
  - Matthew Price como young Tom
- Burt Reynolds como Del Knox
- Bonnie Somerville como Denise
- Ethan Suplee como Elwood
- Ray Baker as Hank Briggs
- Abraham Benrubi como Dennis
- Rachel Blanchard como Flower
- Christina Moore como Butterfly
- Antony Starr como Billy Newwood
  - Carl Snell como young Billy
- Scott Adsit como Greasy Man
- Danielle Cormack como Toni
- Bart the Bear 2 como Grizzly Bear
- Frank Welker como Grizzly Bear

## Curiosidades
- Dan, que interpreta Seth Green, en unas escenas aparece con un muñequito de C3PO. Además el móvil de Dan, tiene el sonido polifónico de Indiana Jones.
- Dan parece tener asma.
- En una de las escenas donde les persiguen los traficantes, se aprecia a Dan imitando a Neo, de la película Matrix.
- En la parte donde se escapan de los traficantes, en quad, parece ser una imitación a Star Wars.
- En la escena donde Dan intenta salir por una cueva muy pequeña, sus amigos (para alentarlo) le cantan "Do You Really Want to Hurt Me", de Culture Club.

- Datos: Q1632935